# IP電話

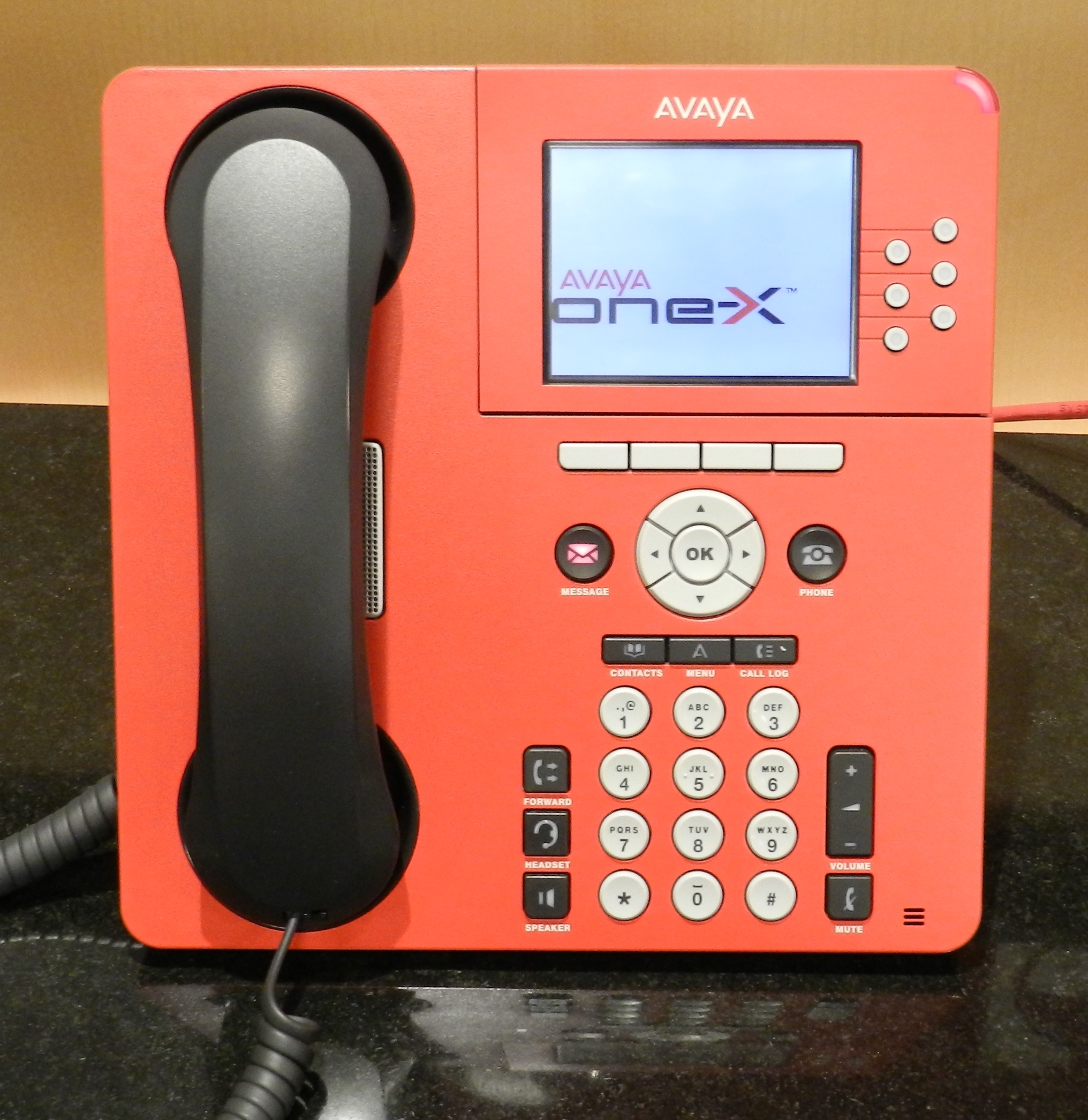
アバイア IP電話 9640

IP電話（アイピーでんわ）は、広義では電話網の一部もしくは全てにVoIP技術を利用する電話サービスである。音声のみのものが多いが、動画も利用できるテレビ電話サービスなども可能である。
狭義では、VoIP技術を加入者回線に利用するもののうち電気通信役務として規制されるものをさす。多くの国では、公衆交換電話網と相互接続されるものが該当する。電気通信事業者のIP加入者線を利用した電話番号の割り当てられるもの、インターネットをアクセス回線として利用した電話番号の割り当てられるもの、インターネットを利用した電話番号が割り当てられず発信のみのものに大別される。
中継電話において、多くの場合、中継網でVoIPを活用しているが、一般的にはIP電話だと認知されていない。IP電話とVoIPを区別せずに記述することもある。また、IPセントレックスなど内線電話のVoIP化として利用も増えている。

## 固定電話との比較
固定電話と比較して、以下のような特徴がある。
- 家庭用のものではアクセス回線にはFTTHやモバイル回線などといった、いわゆるブロードバンド回線を利用する。音声をデータ圧縮・符号化してIPパケットに分割し、比較的安価なIPネットワークによりリアルタイム伝送する（この技術は一般的にVoIPと呼ばれる）。
- 電話交換機（高価で有資格者による工事や煩雑な保守を必要とする）の代わりにIP電話サーバを使用する（以下はSIPの場合）。
  - IP電話加入者データを元に通信を制御する「加入者系呼制御サーバ」（SIPサーバ）、IP電話と他のIPネットワークとの通信を制御する「中継系呼処理サーバ」（CA（Call Agent）サーバ）、これらを連携させる「呼処理サーバ」（SIP連携サーバ）の他、従来の電話網側には「相互接続用関門交換機」が設置されている。
- プレゼンス管理・ボイスメール・電話会議・テレビ電話サービスなどその他の付加価値をつけたものも存在する。
- ネットワーク構成の自由度を生かして、電話の音声帯域を拡張し ( - 7kHz、G722) 高音質化を図ったものも一部にある。

注意点として、以下の点が挙げられる。
- 停電時に局給電による電話が使えない（停電を補償するにはUPSが必要）。
  - 対照的に、ISDNではTA (Terminal Adapter) に乾電池を装備したり、局給電に対応したTAを使用することにより、停電時でも電話は使用可能。また、基本的にIP電話回線は特定の物理的回線には依存しない（ADSL/CATV/FTTH/FTTx/専用線と多様）ため、停電時の問題解決も一様ではない。
  - ただし、近年は広く普及した携帯情報端末・モバイル回線により代替すれば良く、災害時の長期・大規模停電を除いては、重要な問題とは言えなくなっている。
- 発展途上の技術であるので、標準化が完全でない部分がある。
- 障害発生時の原因の特定・回復に時間がかかる場合がある。
- 緊急通報や特殊通話が出来ない場合や、通信できない電話番号がある。
- 電話の付加サービスが無いか仕様が異なる場合がある。

アナログの固定電話は、回線交換機の老朽化やメーカーの撤退などのために維持が困難になっており、日本でもNTTがPSTNのNGNへのマイグレーション（移行）を実施しつつあり、携帯電話で欠点を補完しつつ、2025年までにIP電話にすべて切り替わる見込みである。

## 法的位置付け
2007年現在、各国で法的位置付けが異なる。
1. 基本的に情報サービスの位置付け
  -  ペルー、 スイス
2. 電気通信役務として規制するかどうか議論中
  -  アメリカ合衆国、 アルジェリア
3. 特定の機能を持つものを電気通信役務として規制、その他は情報サービスの位置付け
  -  欧州連合 (EU)、 カナダ、 大韓民国
4. 基本的に電気通信役務として規制
  -  日本、 インドネシア、 タイ王国、 エジプト
5. 固定電話 - 固定電話間のサービスを禁止。その他を部分解禁
  -  ハンガリー、 インド、 ベトナム、 モーリシャス

また、公衆交換電話網 (PSTN) と同様に基礎的電気通信役務として位置付けるかについても差異がある。
インターネットで国際的に接続している限り、政府による規制は難しい面がある。しかし、一部の発展途上国では、VoIPパケットを国際関門ルーターでブロックしたり、インターネット電話のアカウントの取得を制限していることもある。Skype#その他の国々も参照。

### アメリカ合衆国
2005年5月19日、アメリカ合衆国連邦通信委員会が公衆交換電話網と相互接続を行うIP電話サービスの提供プロバイダに対して、緊急通報911をダイヤルした場合に地元の緊急対応機関に接続し、所在地情報を緊急オペレーターに提供するように義務付けた。11月28日以降は条件を満たさないIP電話の新規加入の受付を停止することとなった。非対応のサービスを継続して提供する場合は、利用者に緊急通報が不可能であることをわかりやすく説明して同意を得ることとなっている。
法執行機関による通信傍受、障害者の利用を可能とする、消費者保護などの社会的規制、アクセスチャージ・ユニバーサルサービス基金など経済的な分担については、2007年現在引き続き議論が行われている。

### カナダ
カナダでは、公衆交換電話網と相互接続されるものは、電気通信役務として規制される。
ユニバーサルサービス基金の分担もある。

### 欧州連合
欧州連合では、枠組み指令により次の3種類に分けられる。
電子通信サービス通常は有償で提供されるサービスであって、もっぱらまたは主として電子通信ネットワーク上の信号を伝送すること。企業の内線電話など。
公衆電子通信サービス一般消費者に直接提供される電気通信サービス。消費者保護などの一般的な規制が適用される。
公衆に利用可能な電話サービス公衆交換電話網と相互接続される音声通信サービス。緊急通報・国際電話番号計画への対応が求められる。
また、無料で提供される場合は他の電気通信サービスを妨害しないこと、消費者に不利益を与えないための最低限の条件のみを定めることとなっている。

### 南アフリカ共和国
南アフリカ共和国では、公衆交換電話網が整備されていない地域で、部分的な自由化を行う。

### 大韓民国
大韓民国では、2008年から固定電話の番号がそのままIP電話で使用可能になる。

### 日本
日本の電気通信事業法の電気通信役務の届出区分では、インターネットを使用した電話番号の割り当てられないものも含め、電気通信役務として規制される。また、提供サービス・通話品質等を利用者に分かり易く広告などで契約前に提示し、苦情受付を誠実に行うこととなっている。
電気通信役務#日本の電気通信事業法における利用者保護を参照のこと。
ユニバーサルサービス基金の分担もある。